# FC Damsø
FC Damsø er en dansk fodboldklub med hjemsted i den københavnske bydel Vanløse. Klubben har alene kvindehold.
Klubben har ultimo 2023 ca. 275 aktive spillere og spiller sine hjemmekampe i Vanløse Idrætspark.
Klubbens førstehold spiller i sæsonen 2023/24 i kvindeligaens 2. division, pulje 1.
FC Damsø blev 21. januar 2023 samarbejdsklub med superligaklubben F.C. København. Den 19. december 2023 blev det offentliggjort, at FC Damsø ønskede at indgå i et udvidet samarbejde med F.C. Københavns moderklubber, B 1903 og KB om etablering af et FCK Kvindehold i en konstruktion, hvor de tre klubber bliver moderklubber for et fælles kvindehold, F.C. København. Sammenslutningen blev godkendt af generalforsamlingen i FC Damsø den 3. januar 2024.